# Bajmok
Bajmok (v srbské cyrilici Бајмок) je město v severní části autonomní oblasti Vojvodiny v severním Srbsku. Patří k menším sídlům; v roce 2002 mělo 8 586 obyvatel. Administrativně je součástí Severobačského okruhu a historicky jedním ze sídel v regionu Bačka, který ohraničuje z jihu řeka Dunaj. Samo město se nachází na významné dopravní tepně, spojující města Subotica a Sombor. Jedná se jak o významnou silnici, tak i lokální železniční trať.
Bajmok je součástí opštiny Subotica, jako jedno z jejích 18 sídel.
Oblast dnešního městečka Bajmok byla osídlena již v dobách začátků existence nejprve uherského státu. Nebyla opuštěna ani po příchodu Turků v 20. letech 16. století. V 18. století se do Bajmoku začalo stěhovat německé obyvatelstvo (které opustilo území dnešní Vojvodiny v závěru druhé světové války). Na začátku 20. století bylo obyvatelstvo Bajmoku národnostně smíšené; téměř polovinu všech místních obyvatel tvořili Maďaři, a další dvě čtvrtiny pak Bunjevci a zbytek Němci. V současné době je obyvatelstvo především srbské, v menší míře i maďarské.